# Oskar Beregi

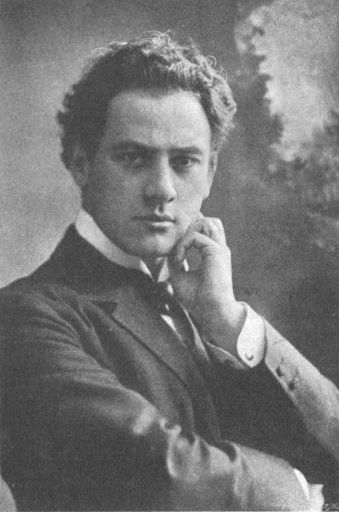
Oskar Beregi
Aus Sport & Salon, 11. April 1903

Oszkár Beregi, auch Oscar Beregi Sr., (geboren 24. Januar 1876 in Budapest, Österreich-Ungarn; gestorben 18. Oktober 1965 in Hollywood) war ein ungarischer Theater- und Filmschauspieler. Als Kinodarsteller wirkte er vor allem in den 1920er- und 1930er-Jahren in Ungarn, Österreich, Deutschland und den Vereinigten Staaten.

## Leben

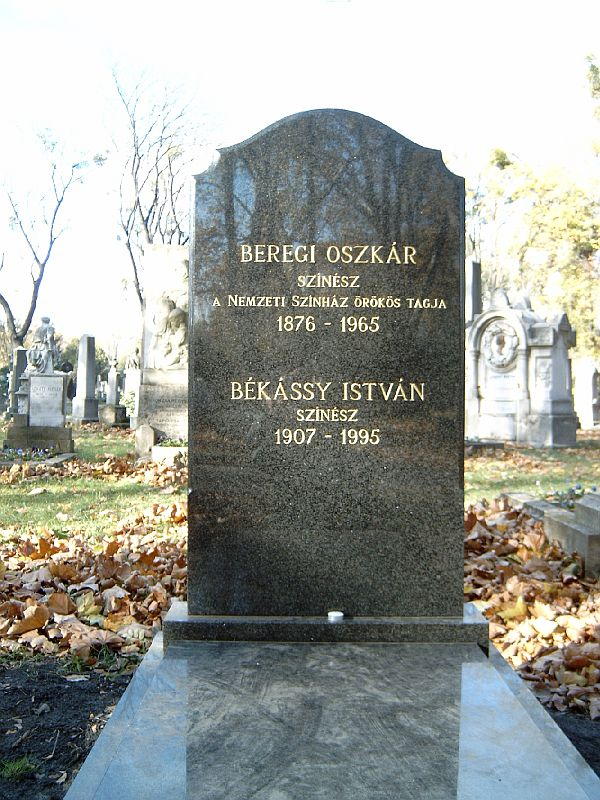
Grab auf dem Kerepesi temető: 34/1-1-36, mit Stephen Bekassy (1907–1995)

Oskar Beregi stand seit den frühen 1890er-Jahren auf der Bühne und arbeitete unter anderem am Nationaltheater Budapest, wo er beispielsweise den Romeo in Romeo und Julia spielte. Zeitweise trat er unter Regie von Max Reinhardt in Berlin auf, auch hier sehr häufig in Stücken von William Shakespeare. Seine Filmkarriere begann er im Jahr 1916 in Österreich-Ungarn mit einer Hauptrolle im Film Mire megvénülünk. Es folgten weitere Stummfilme in Ungarn, bis er 1919, wie zahlreiche andere ungarische Filmschaffende, auf der Flucht vor dem kommunistischen Béla-Kun-Regime mit seiner Familie nach Österreich übersiedelte. Dort wirkte er unter anderem an dem Monumentalfilm Die Sklavenkönigin (1924) mit.
1925 war Beregi Opfer antisemitischer Kundgebungen in Budapest. Ab 1926 trat er in mehreren Filmen in den USA auf, darunter in The Love Thief, The Flaming Forest und Butterflies in the Rain.
Mit der Erfindung und Verbreitung des Tonfilms (ab 1927) war sein Wirkungsfeld aufgrund seiner sprachlichen Fähigkeiten eingeschränkt, und er agierte wieder vermehrt in ungarischen Filmen, spielte aber auch seine heute wohl bekannteste Filmrolle in Deutschland: Als von verbrecherischen Plänen besessener Professor Baum in dem Fritz-Lang-Klassiker Das Testament des Dr. Mabuse aus dem Jahr 1933.
Während des Dritten Reichs hielt er sich in Budapest auf, wo er bedingt durch die antisemitischen Gesetze in Ungarn ab 1939 nur noch als Theaterschauspieler bei Omike auftreten durfte, und entkam dort dem vom Eichmann-Kommando organisierten Holocaust nur knapp. Danach emigrierte er in die Vereinigten Staaten, wo er 1953 in dem Oscar-prämierten Film Madame macht Geschichte(n) in einer Nebenrolle auftrat. Zuletzt stand er im Jahr 1961 für die US-Fernsehserie Peter Loves Mary in der Rolle eines Kellners vor der Kamera.
Oskar Beregi starb 1965 im Alter von 89 Jahren in Hollywood. Der Schauspieler war zweimal verheiratet und hatte zwei Kinder. Er war der Vater von Oscar Beregi junior, der in den USA ebenfalls als Film- und Serienschauspieler wirkte.

## Filmografie (Auswahl)
- 1916: Mire megvénülünk
- 1917: A gólyakalifa
- 1919: Der rote Halbmond (Az aranyember)
- 1919: Jön az öcsém
- 1919: Ave Caesar!
- 1922: William Ratcliff
- 1924: Ssanin
- 1924: Jiskor
- 1924: Die Sklavenkönigin
- 1924: Das Verbotene Land
- 1925: Der Fluch
- 1926: Die Kameliendame
- 1926: Butterflies in the Rain
- 1926: The Flaming Forest
- 1926: The Love Thief
- 1927: Geständnisse einer Frau
- 1928: Andere Frauen
- 1928: Liebe im Mai
- 1929: Der Dieb im Schlafcoupé
- 1929: Revolution der Jugend
- 1931: A Kék bálvány
- 1931: Ein Auto und kein Geld
- 1933: Rákóczi induló
- 1933: Iza néni
- 1933: Yiskor
- 1933: Das Testament des Dr. Mabuse
- 1933: Kísértetek vonata
- 1953: Madame macht Geschichte(n) (Call Me Madam)
- 1953: Der Legionär der Sahara (Desert Legion)
- 1961: Peter Loves Mary (Fernsehserie, 1 Folge)